# Lethrus kabaki
Lethrus kabaki là một loài bọ cánh cứng trong họ Geotrupidae. Loài này được Nikolajev miêu tả khoa học năm 1998.